# Felsőkrucsó
Felsőkrucsó (1899-ig Orosz-Krucsó, szlovákul: Kručov, korábban Rusky Kručov) község Szlovákiában, az Eperjesi kerület Sztropkói járásában.

## Fekvése
Sztropkótól 15 km-re délre az Ondava völgyének délnyugati részén fekszik.

## Története
1382-ben említik először a makovicai vár uradalmának részeként. A falu az 1492. évi lengyelek elleni harcokban nagyrészt elpusztult, portáinak fele üresen állt. A lakosság pótlására a 16. században ruszinokat telepítettek ide. Az 1585. évi urbáriumban már túlnyomóan ruszin lakosságú pásztorfaluként szerepel. 1600-ban 13 portát számoltak a faluban, ezzel a nagyobb ruszin falvak közé számított. Görögkatolikus temploma a 18. században épült.
A 18. század végén Vályi András így ír róla: „Orosz Krucso. Orosz falu Zemplén Várm. földes Ura Péchy Uraság, lakosai ó hitűek, fekszik Sztropkóhoz 1, Lomnához pedig 1/2 órányira, hegyes határja 3 nyomásbéli, zabot, tatárkát, és kölest terem, erdője van, szőleje nints, rétek nélkűl szűkölködik, piatzon Sztropkón van.”
Fényes Elek 1851-ben kiadott geográfiai szótárában így ír a faluról: „Orosz-Krucsó, Zemplén vm. orosz falu, Turány fil., 296 g. kath., 10 zsidó lak. Görög templom. 542 hold szántóföld. F. u. Banó.”
Borovszky Samu monográfiasorozatának Zemplén vármegyét tárgyaló része szerint: „Felsőkrucsó, azelőtt Oroszkrucsó. Sáros vármegye határán fekvő ruthén kisközség 30 házzal és 179 gör. kath. vallású lakossal. Első okleveles említése 1382-ben történik, a mikor a Rozgonyiak voltak az urai. Később Csicsva várának tartozéka, azután a Bánó, majd a báró Dessewffy család birtoka. E családtól megvette a mult század második felében Grustyinszky Mihály, és most Grustyinszky Mihálynénak és Wendrichovszky Lucziánnénak van itt nagyobb birtokuk. A község gör. kath. temploma 1783-ban épült. Postája, távírója és vasúti állomása Sztropkó. E község határában fekhetett hajdan Nádfő is, mely 1420-ban Nádfői Mártonnak, a Luchkai Bánó András, ennek fia László és Kükemezei Bagos Péter ellen indított perében szerepel.”
1920 előtt Zemplén vármegye Sztropkói járásához tartozott.

## Népessége
| Év:            | 1994. | 2004.   | 2014.   | 2024.   |
| -------------- | ----- | ------- | ------- | ------- |
| Emberek száma: | 249   | 234     | 218     | 202     |
| Eltérés:       |       | -6,02 % | -6,83 % | -7,33 % |

| Év:            | 2023. | 2024.   |
| -------------- | ----- | ------- |
| Emberek száma: | 201   | 202     |
| Eltérés:       |       | +0,49 % |

1910-ben 182, túlnyomórészt ruszin lakosa volt.
2001-ben 242 lakosából 225 szlovák és 15 ruszin volt.
2011-ben 220 lakosából 197 szlovák és 18 ruszin.

## Nevezetességei
- Görögkatolikus templom (18. század).